# MTV Australia Awards 2008
Die MTV Australia Awards 2008 wurden am 26. April 2008 im Australian Technology Park, Sydney, New South Wales vergeben. Es handelt sich dabei um die Fortsetzung der MTV Australia Video Music Awards, die ihren Namen geändert haben. Neben der Namensänderung wurden auch einige Awards neu vergeben und erhielten neue Namen. Erstmals wurden auch einheimische Künstler aus Australien und Neuseeland gesondert geehrt.
Moderator des Abends war Wyclef Jean. Zunächst war auch Lindsay Lohan als Stargast angekündigt, sie musste jedoch wegen Dreharbeiten absagen.

## Liveauftritte
- The Veronicas
- Dizzee Rascal
- The Potbelleez
- Eve
- Juliette & The Licks
- Wyclef Jean

## Präsentatoren
- Andrew Hansen
- Brian McFadden
- Eve
- James Ash
- Julian Morrow
- Juliette Lewis
- Leona Lewis
- Mischa Barton
- Natalie Bassingthwaighte
- Merrick and Rosso (Roter Teppich)
- The Veronicas

## Gewinner und Nominierte
Die Nominierungen wurden am 12. März 2008 bekannt gegeben. Die Gewinner konnten bis zum 25. April 2008 durch ein Online-Voting bestimmt werden.

### Video of the Year
Delta Goodrem — Believe Again
- Fergie — Clumsy
- Mika — Happy Ending
- Foo Fighters — The Pretender
- 50 Cent feat. Justin Timberlake & Timbaland — Ayo Technology

### MTV Live Performer
Pink — I'm Not Dead Tour
- Foo Fighters — Echoes, Silence, Patience & Grace Tour
- Justin Timberlake — FutureSex/LoveShow Tour
- Lupe Fiasco — Snow Jam
- Juliette & The Licks — The Lair

### Best Aussie
The Veronicas
- Sneaky Sound System
- Silverchair
- Delta Goodrem
- Operator Please

### Best Kiwi
Scribe
- Opshop
- The Mint Chicks
- Atlas
- The Checks

### Good Karma Award
Earth Hour, Klima- und Umweltschutzaktion
- Bliss n Eso, südafrikanische Gruppe, die Fundraising betreibt, unter anderem durch die Charity-Single Bullet and a Target
- Sea Shepherd, die Crew der Steve Irwin schützt Wale
- Junge Menschen in Australien (for believing saying sorry was something worth voting for)
- Movember, Fundraising für die Gesundheit von Männern

### Bad Karma Award
- Kevin Andrews, weil er Snoop Dogg (im letzten Jahr) nicht ins Land ließ
- Kevin Andrews, weil er sagte: "He doesn't seem the sort of bloke we want in this country"
- Kevin Andrews, weil er ein Paradebeispiel für den Bad Hair Day sei
  - Kevin Andrews, wegen allem obig erwähnten, besonders den Haaren und der Sache mit Snoop Dogg

### Television Moment Award
The Chaser's War on Everything — APEC 2007 Stunt
- Corey Worthington — Das A-Current-Affair-Interview
- Jake Brown — X Games 45ft stack & stand
- A Shot at Love with Tila Tequila — Brandi und Vanessas Catfight
- Snoop Dogg — MTV Citizenship campaign

### Remake Award
Summer Heights High — Ja'mie's tränenreiche Tirade
- Chris Crocker — Leave Britney Alone' freakout
- Heath Franklin — Chopper’s Weather Report
- Roads & Traffic Authority — Speeding. No One Thinks Big of You. Campaign

### Movie Star Award
- Matt Damon

### Sport's Award
- Mick Fanning

### International Music Artist Of The Year
- Timbaland